# Alexandre Loustaunau
Pour les articles homonymes, voir Loustaunau.
Pas d'image ? Cliquez ici

a Compétitions nationales et continentales officielles uniquement.

b Matchs officiels uniquement.
Dernière mise à jour le 1er avril 2020.
Alexandre Loustaunau, né le 29 janvier 1993, est un joueur français de rugby à XV évoluant au poste de demi de mêlée.

## Biographie
Originaire d'Orion, Alexandre Loustaunau commence le rugby à l'Union Sauveterre Saint-Palais, où il participe au titre de champion Honneur Côtes Basque Landes en 2012. En 2013, il rejoint Mauléon en Fédérale 1, où il reste trois ans. 
En mars 2016, il signe son premier contrat professionnel au Biarritz olympique. Après deux saisons au BO, il s'engage au Stado Tarbes en juin 2018 puis à l'US Tyrosse en 2019. Il est contraint de mettre un terme à sa carrière en 2024 après avoir subi plusieurs commotions cérébrales.

## Carrière internationale
Alors qu'il participe à un tournoi de rugby à 10 avec la sélection Pyrénées Seven, il est appelé par l'Équipe de France de rugby à sept pour participer au Tournoi de Hong-Kong.